# Битва при Краване
Битва при Краване (фр. La bataille de Cravant, 31 июля 1423 года) — одно из сражений Столетней войны, считается одним из высших достижений англичан и их бургундских союзников.
В этой битве около 4 тыс. англичан сумели одержать победу, сражаясь с противником, втрое превосходящим их численно; французские источники винят в этом «трусость» гасконских и испанских наемников, а также медлительность маршала Франции де Северака, не оказавшего в нужный момент помощи авангарду, в результате чего французское войско оказалось рассечённым пополам. В результате победы англичанам удалось изолировать находящуюся у них в тылу пикардийскую группировку под командованием графа д’Омаля, продолжавшего сопротивляться вторжению, и в скором будущем разгромить её окончательно. Также следствием битвы был упадок духа короля Карла VII и как следствие — дальнейшие поражения.

## Краван
Город Краван стоит у слияния двух рек — Йонны и Кюры; здесь же находится канал Нивернэ. Находится в 189 км к югу от Парижа, и в 18,9 км к югу от Осера. Первые упоминания о «селении именем Кревеннус» относятся к римскому времени. Через город проходила «дорога Агриппы», по которой из прибалтийских земель в Галлию доставлялся янтарь. Однако же, большую славу и известность Кравану принес порт, первый на Йонне, и дорога, соединившая Париж с Бургундией. Для защиты купцов и их товара в 1384 г. король Карл VI дал позволение окружить город оборонительной стеной, остатки которой сохраняются до сих пор.

## Предыстория
Захват и удержание Кравана был необходим Англии для укрепления своего влияния на северо-востоке Франции, которое до того было весьма непрочным. Французский Краван и другие города, как было принято писать в хрониках того времени, «державшие сторону короля», постоянно угрожали Парижу. Эта угроза была только частично устранена захватом Мо, Мёлана, и победой бургундцев при Мон-ан-Вимё.
Со своей стороны, Жан д’Аркур, граф д’Омаль в Пикардии продолжал сопротивление, отряды дофина также сумели захватить Компьень на Уазе, так что победа англичан была не безусловной.
Весной 1423 года герцог Бедфордский пригласил на встречу в Амьен герцогов Бургундского и Бретонского, чтобы выработать единый план войны против дофина. Соглашение было достигнуто, оба герцога признали английского регента «регентом Франции». Были обсуждены условия, на которых союзникам предстояло оказывать друг другу помощь. Почувствовав себя более уверено, англичане были готовы к продолжению экспансии.
Краван, стоящий на полпути между Пикардией, где продолжал сражаться граф д’Омаль с одной стороны, и Орлеаном, Блуа и Буржем, где концентрировались главные силы «дофинистов» с другой, был важным связующим пунктом, через который к д’Омалю шли подкрепления, деньги и провиант. Стремясь перекрыть эту дорогу, таким образом прервав связь между Пикардией и главными силами дофина и защитить Париж, все ещё остававшийся под угрозой с юга, герцоги Бедфордский, Бургундский и Бретонский решили захватить этот город. Французы, со своей стороны, считали его «ключом к Бургундии» и готовились к защите.
Город уже переходил из рук в руки. Изначально принадлежа бургиньонам, он был захвачен с помощью предательства бастардом Гийомом де ла Бомом, савойцем по происхождению. Он вначале «был столь дружен с сеньорами де Шастеллю и Ле Во де Баром», что те «доверяли ему свои поместья», но позднее переметнулся на сторону Карла VII. Жан де Уоврен объясняет эту измену следующим образом: в 1423 г. между противниками было заключено очередное перемирие, но де ла Бом, «любивший только войну», предложил свои услуги королю, соблазнив его возможностью захвата Кравана.
Карл, приняв его заверения в верности и наградив нового союзника, выделил ему 800 человек для осуществления плана. Договорившись с некими «предателями» среди горожан, де ла Бом со своим отрядом скрытно подошел к городу, ворота которого были предупредительно открыты, и с криком «Да здравствует король! Город взят!» ворвался внутрь. Заняв город, бастард де ла Бом стал его новым капитаном.
Со своей стороны, бургундцы под предводительством сеньора де Шатлю, ле Во де Бара и сеньора де Варанбона, в июле 1423 года собрали близ города Аваллона около 500—600 наемников «опытных в военном деле» (по оценкам французской стороны у бургундцев было 800 человек). Затем тайно перебравшись в Во, они сумели договориться со сторонниками бургундской партии в городе (в истории сохранилось имя одного из них — Кольшон де Тир), в следующую ночь несшими стражу на стенах.
На следующий день, в 7 часов утра, они сумели скрытно подобраться к Кравану и подать знак сообщникам, сумевшим опустить крепостной мост несмотря на поднявшуюся в городе тревогу. Бургундцы ворвались внутрь с кличем «Богородица, Бургундия!», и после ожесточенного боя, вытеснили из города французов. Таннеги дю Шатель, полководец французского короля, подошел к городу слишком поздно, чтобы этому помешать.

## Осада
Согласно хронике военного герольда Берри, коннетабль Джон Стюарт, граф Бьюкен, незадолго до того прибывший во Францию и желавший вступить в бой, самовольно решил осадить город и вернуть его французам. Коннетабль всё же поставил в известность о своих намерениях Карла VII и просил у него дополнительного снабжения пушками, бомбардами и снарядами к ним, но получил отказ. Пренебрегая королевским приказом идти в Шампань, чтобы затем попытаться взять Реймс и соединиться с войсками д’Омаля,
он отправился под Краван. Узнав об этом, Карл спешно отправил к нему Амори де Северака, маршала Франции во главе «с 400 латниками, испанцами и наемниками». Также с отрядом пришли граф де Вентадур, сир де Фонтэн, сир де Беллэ и сир де Гамаш.
Этим сведениям противоречат другие документы того времени. Так, автор анонимной «Хроники Девы», описывающий события от смерти Карла VI до неудавшейся попытки захвата Парижа утверждает, что коннетабль и Северак отправились под Краван по прямому приказу дофина (при том, что явно ошибочно утверждая, что город в это время принадлежал французам, а бургундцы и англичане вели его осаду)
— той же концепции придерживается хроникер Жан Рауле.
).
Также хроникер Уоврен пишет, что о падении города сообщил Карлу сам бастард де ла Бом, сумевший ускользнуть от англичан и переправиться через Луару, после чего пришел в Бурж, временную столицу дофина Карла. Он уверил дофина, что отбить город будет несложно, «ибо нет у них ни хлеба, ни муки, (ни) повозок, ни другого провианта, отчего они не смогут выдержать или питаться и месяца, если к ним не придет помощь, в чём я сомневаюсь; ибо они — главные капитаны границы, и с ними все их люди». Де ла Бом предлагал штурмовать город немедленно, пока герцог Бургундский находился во Фландрии, а войска англичан были отвлечены на военные действия на нормандской границе и под Кротуа.
Королевский совет высказался за попытку отбить Краван, и тогда же было обговорено необходимое для этого количество людей, артиллерии и продовольствия. Судя по записям Карла, несколько цинично отнёсшегося к поражению под Краваном, в ушедшем войске «очень мало и почти никого из дворян нашего королевства, но лишь шотландцы, испанцы и прочие иностранные воины, которые привыкли проживать в стране, так что урон не столь велик». Хроникер Сен-Реми подтверждает, что в войске Бьюкена и Северака «были французы, ломбардцы, арагонцы, шотландцы и испанцы» (вероятно, наемники) — всего под командованием Бьюкена было три тысячи шотландцев, и ещё девять тысяч привел с собой Северак. По другим сведениям во французской армии насчитывалось около десяти тысяч солдат всех национальностей, в то время как у англичан их было около четырёх
(«500 английских солдат, 2000 лучников, с ними также 1000 бургундских солдат, арбалетчиков и солдат вспомогательных частей — без счета»). Кроме того в распоряжении Солсбери находились около тридцати или сорока бургундских кулеврин, вывезенных из Осера, и сопровождаемых осерскими пушкарями.
Французы осадили город, причём осаждённые оказались вскоре в отчаянном положении. Голод заставил их съесть собственных лошадей, затем перейти на кошек и крыс. Несколько раз они попытались предпринять вылазки, но попытки эти были успешно отбиты. Всего осада продолжалась около пяти недель, и падение Кравана казалось неизбежным.

## Подготовка англо-бургундского войска
Несмотря на блокаду, нескольким пажам и слугам, посланным сеньором де Шаттлю, удалось пробраться сквозь лагерь осаждающих. Они донесли известия об отчаянном положении в городе до вдовствующей герцогини Бургундской. Та принялась срочно собирать войско из герцогских вассалов, чтобы снять осаду, поклявшись при необходимости продать всех своих лошадей, чтобы добыть для того достаточно денег. Среди прочих к войску присоединились бургундцы Ги де ла Тремуй, граф де Жуаньи; Антуан де Вержи, граф де Даммартен, сеньор де Шамплит, маршал Франции с января 1421 г.; Гийом де Вьенн и Жан де Вьенн, сеньор де Бюсси; Жан II де Монтагю, сеньор де Конш; Пьер де Бофремон (с 1435 г. граф де Шарни); Ренье По, сеньор де ля Рош и де Нолэ; Гийом де Рошфор, шевалье де Нивернуа; Жан де Тинтвиль, сеньор де Шенэ; Жан де Вильер, сеньор де Лиль-Адан; из савойцев — Аме де Верри, Гиже и Гиг, сеньор де Сальнов, незадолго до того бывший правой рукой Эракля де Рошбарона, разорявшего Овернь, в попытках подчинить её герцогу Бургундскому, но в отличие от своего капитана сумевший ускользнуть от наказания.
Войско было поставлено под начало Жана де Тулонжона, сеньора де Сансе, по прозвищу ле Борнь, то есть «Кривой». Пунктами сбора бургундцев были назначены Аваллон и Монбар.
С другой стороны к Кравану шел граф Солсбери, которому герцогом Бедфордским было дополнительно придано 1000 солдат графа-маршала Уиллоуби. В конце того же месяца на выручку к городу выступили граф Саффолк, лорды Уиллогби и Скейлз.
Оба войска соединились в Осере 29 июля, причём Солсбери выбрал себе резиденцией епископский дворец. В тот же вечер в местном кафедральном соборе состоялся военный совет, на котором было решено:
1. Идти к Кравану единой армией, для которой выработать жесткий дисциплинарный устав. В частности, англичанам и бургундцам предписывалось относиться друг к другу как к союзникам, «быть в согласии и друзьями вместе в добром союзе, без спора и распрей, под страхом быть наказанными по воле капитанов».
2. Назначить маршалов для наблюдения за передвижением войск. С английской стороны ими стали Гилберт де Хэлсал; капитан Эврё с 1424 г., и с бургундской — сеньор де Вержи.
3. Приказать каждому солдату взять с собой провизии на два дня пути. Провизию эту планировалось закупить здесь же в Осере, причём торговцам гарантировалась «достойная оплата».
4. Применив английскую тактику изготовить переносной палисад для защиты лучников от конницы врага. Каждому лучнику предписывалось сделать кол, заостренный с обоих концов, как отмечает хроникер Сен-Реми: «кол восьми [французских] футов длиной», чтобы при необходимости воткнув его в землю, защитить себя «против конной атаки врагов»;
5. Приказать солдатам во время передвижения и боя каждому знать своё место в строю и не покидать его без приказа, под страхом наказания.
6. Выделить 120 латников — 60 англичан и столько же бургундцев, из которых образовать летучий отряд для несения разведки вместе с лучниками.
7. За два лье от вражеских позиций спешиться (за неповиновение полагалась смертная казнь), и отвести коней на пол-лье назад — опять же, при неповиновении, коней было предписано конфисковывать.
8. Не брать пленных без специального на то приказа или разрешения (нарушившего приказ вместе со своим пленником следовало предать смертной казни).
Если верить хронике Сен-Реми, войску также было приказано провести ночь «в молитве и сердечном сокрушении, с как можно большим благоговением, ожидая назавтра милости Господа жить (им) или умереть».
На следующий день, прослушав мессу и причастившись, соединенное войско выступило из города. День 30 июля прошел в марше от Осера к Кравану, движение осуществлялось по правому берегу Йонны. В этот день стояла сильная жара, и «некоторые вынуждены были, из-за жары, ложиться лицом на землю, чтобы немного освежиться». Противник был замечен примерно в 6,5 км от города, где располагались осадные позиции. Однако в тот же день англичане, уставшие после перехода, уклонились от сражения и отступили в Винсель, где встали лагерем.

## Битва
31 июля около 10 часов утра англичане оставили Винсель и продолжили движение уже в другом направлении, выбрав самый удобный подход к городу. Согласно «Хронике Ангеррана Монтреле», французские позиции располагались «на горе». Современный исследователь М. Нечитайлов отождествляет эту «гору» с довольно высокой грядой, расположенной примерно в 2,5 км от Кравана, по восточному берегу Йонны, вниз по течению. Эта гряда прерывается узким ущельем, слева от которого идет заболоченный участок поймы. Вероятно, именно в этих местах располагались французские позиции, преграждавшие путь английским войскам. Потому Солсбери принял решение в Винселе переправиться на западный берег реки и продолжить продвижение в южном направлении с целью выбрать наилучшую позицию для боя.
Французские войска двигались параллельно английским по противоположному (восточному) берегу реки. Армии подошли к узкому мосту, удерживаемому французами и шотландцами. Остановившись неподалёку от него, Солсбери перестроил свою армию в боевой порядок. Англичане должны были спешиться и выстроиться в линию вдоль берега, причём лошадей поместили в тыл. Командование правым флангом принял на себя лорд Уиллоуби, левым — Солсбери. Перед сражением были посвящены в рыцари Гийом де Вьенн, сын сеньора де Сен-Жоржа, Жан, сеньор д’Окси, Филипп, сеньор де Тренон, Копен де ла Вьевиль и другие. Если верить летописи, один только Солсбери произвел в рыцарское достоинство не менее 80 человек. В месте, где остановилась английская армия, глубина реки невелика. Вода доходит до пояса, ширина реки не превышает 50 футов, течение довольно быстрое.
В течение трех часов армии стояли неподвижно на противоположных берегах реки, пока Солсбери с криком «Святой Георгий!» не велел знаменосцу двигаться вперед, и вслед за ним вошел в реку. Вслед за Солсбери устремилось остальное войско, так что «противник увидел перед собой в реке около 1500 человек, или более… эфесы их мечей и копья». В то же время лучники не давали французам помешать переправе. Согласно «Книге о предательствах и обидах, нанесенных Францией Бургундскому дому», во время переправы английского войска шотландские лучники осыпали его дождем стрел, после чего бургундские пушкари ответили огнём, приведшим к «немалым жертвам». Англичане под командованием лорда Уиллоуби попытались прорвать оборону шотландцев, забаррикадировавших мост, но все их атаки провалились.
 К тому моменту англичане достигли восточного берега, где начался ожесточенный рукопашный бой, в дело пошли мечи и секиры.
Первоначально ни одна из сторон не могла добиться решающего перевеса. В такой ситуации комендант крепости сеньор де Шаттлю приказал открыть ворота, и солдаты, бывшие в гарнизоне Кравана, ударили в спину осаждавшим. Оказавшись в тисках между англичанами и городом, французы отступили, причём первыми оставили поле боя наемники — испанцы, ломбардцы и гасконцы. Анонимный автор «Хроники Девы» также отметил, что «Маршал Северак, мессир Робер де Лер и другие позорно бежали к великому ущербу для короля французского; и если бы они остались на местах и исполнили свой долг, как то весьма вероятно, все могло бы повернуться по-иному». Шотландцы, продолжавшие удерживать мост, и упорно отказывавшиеся отступить, понесли самые большие потери.
Отряд капитана Перрине Грассе ещё некоторое время преследовал бегущих, нанося им дополнительный урон, в то время как английская армия вступила в Краван.

## Последствия
Потери французских войск оцениваются в 3—4 тыс. шотландских стрелков и около 1200 собственно французов, из них 300—400 дворян. «Хроника военного герольда Берри» приводит другую, более низкую цифру — около 800—1000 человек.
Среди прочих погибли племянник «шотландского коннетабля» Бьюкена Томас Сетон, бастард де ла Бом, Уильям Гамильтон и его сын Эндрю, капитан Джон Поллок, бастард де ла Больё, сир де Фонтэн д’Анжу. Около 400 человек, если верить хронике Монстреле или около 2000 (такую цифру называет Сен-Реми) попали в плен, причём в плену оказался и коннетабль Бьюкен (в этом бою лишившийся глаза и сдавшийся сеньору де Шатлю), граф Вентадур, Стивен и Джон Фернихерст, шотландские рыцари, сеньор де Беллэ и Гийом, сеньор де Гамаш. Ущерб был особенно велик, потому что для отступления оставался, по сути дела, узкий коридор между наступающими англичанами и краванцами — чем победители воспользовались в полном объёме.
Как отмечает в своем «Дневнике» парижский буржуа Жорж Шюффар, к вечеру 3 августа слухи о победе англичан и гибели «3000 или более арманьяков» достигли Парижа. По поводу победы (совпавшей с днем перенесения мощей Св. Стефана) был устроен большой праздник. Шюффар также уверяет, что 1500 человек утонуло в реке,
однако факты в его «Дневнике» преувеличены. На следующий день бургундские войска отправились обратно в Бургундию, в то же время Солсбери отправился осаждать Мон-Агийон, а Суффолк — Куси.
В результате поражения французских войск была прервана связь между Пикардией и югом Франции. Территория, по-прежнему поддерживавшая «законного короля», оказалась «разрезана» пополам. Обе части были отныне вынуждены сражаться порознь, не в силах прийти на помощь друг другу, что нанесло жестокий урон делу Карла VII. Поражение при Краване повлекло за собой ещё несколько проигранных битв. Причиной этому, как отмечают исследователи, был упадок боевого духа и попытки Карла уклониться от прямых столкновений с противником.

## Первоисточники
- Chronique de Jean Lefèvre, seigneur de Saint-Rémy см. также перевод Хроника Жана Лефевра, сеньора де Сен-Реми
- Chronique de la Pucelle 4 — Bataille à Cravent — 31 juillet 1423 см. также перевод Хроника Девы. Глава IV. О битве при Краване.
- Chronique Jehan Raoulet ou Chronique anonyme du roi Charles VII см. также перевод Хроника Жана Рауле. Отрывок из главы XIV (1423 г.) Битва при Краване
- Journal d’un Bourgeouis de Paris 387 (1423) см. также перевод Дневник парижского горожанина. 387 (1423 г.)